# Lee Jackson (écrivain)
 (mai 2019).
Si vous disposez d'ouvrages ou d'articles de référence ou si vous connaissez des sites web de qualité traitant du thème abordé ici, merci de compléter l'article en donnant les références utiles à sa vérifiabilité et en les liant à la section « Notes et références ».
Pour les articles homonymes, voir Lee Jackson (homonymie) et Jackson.
Lee Jackson, né le 13 mai 1971 , est un écrivain britannique, auteur de romans policiers historiques.

## Biographie
Ses romans, comme ses essais, ont pour cadre l’époque victorienne.

## Œuvres

### Série Decimus Webb
1. A Metropolitan Murder, 2004
- traduit en français sous le titre Le Cadavre du métropolitain par Alexis Champon, Paris, Éditions 10-18, coll. « Grands détectives », 2007, 285 p.  (ISBN 978-2-264-04232-3)
2. The Welfare of the Dead, 2005
- traduit en français sous le titre  Les Bienfaits de la mort par Alexis Champon, Paris, Éditions 10-18, coll. « Grands détectives », 2007, 346 p.  (ISBN 978-2-264-04457-0)
3. The Last Pleasure Garden, 2007
- traduit en français sous le titre Le Jardin des derniers plaisirs par Éric Moreau, Paris, Éditions 10-18, coll. « Grands détectives », 2008, 313 p.  (ISBN 978-2-264-04496-9)

### Série Sarah Tanner
1. A Most Dangerous Woman, 2007
- traduit en français sous le titre Une femme sans peur par Éric Moreau, Paris, Éditions 10-18, coll. « Grands détectives », 2009, 279 p.  (ISBN 978-2-264-04694-9)
2. The Mesmerist's Apprentice, 2008
- traduit en français sous le titre L’Ange de Leather Lane par Éric Moreau, Paris, Éditions 10-18, coll. « Grands détectives », 2009, 378 p.  (ISBN 978-2-264-04871-4)

### Romans indépendants
- London Dust, 2010

- traduit en français sous le titre Les Secrets de Londres  par Éric Moreau, Paris, Éditions 10-18, coll. « Grands détectives », 2008, 283 p.  (ISBN 978-2-264-04233-0)
- The Diary of a murder, 2011

- traduit en français sous le titre Il était une fois un crime par Éric Moreau, Paris, Éditions 10-18, coll. « Grands détectives », 2011, 345 p.  (ISBN 978-2-264-05207-0)

### Essais
- Victorian London, avec Eric Nathan, 2004
- A Dictionary of Victorian London : an A-Z of the great Metropolis, 2006
- Walking Dickens'London, 2012
- Dirty Old London. the Victorian Fight against Filth, 2014[1]